# Sylvain Geboers
Sylvain Geboers, né le 28 mars 1945, est un ancien pilote de motocross professionnel belge et manager d'une équipe de motocross. Il a participé aux championnats du monde de motocross de 1968 à 1977.

## Carrière
Sylvain Geboers est l'un des meilleurs pilotes de motocross de la fin des années 1960 et du début des années 1970, terminant dans les trois premiers du Championnats du monde de motocross 250cc pendant cinq années consécutives, de 1968 à 1972. En 1971, il remporte le championnat de la série de motocross Trans-AMA,. Bien qu'il soit souvent éclipsé par son coéquipier chez ČZ puis chez Suzuki, Joël Robert, il reste un concurrent respecté. Geboers est plusieurs fois vainqueur du Motocross des nations et du Trophée des Nations.
Après avoir pris sa retraite du circuit professionnelle, Sylvain Geboers devient le directeur de l'équipe européenne de motocross de Suzuki. En tant que team manager, il dirige son frère cadet Éric Geboers, Georges Jobé, Greg Albertyn, Donny Schmit, Mickaël Pichon, Steve Ramon et Stefan Everts en championnats du monde.